# Ceryx semicincta
Ceryx semicincta är en fjärilsart som beskrevs av George Francis Hampson 1895. Ceryx semicincta ingår i släktet Ceryx och familjen björnspinnare. Inga underarter finns listade i Catalogue of Life.